# Аутономни регион у Муслиманском Минданау
Муслимански Минданао или Аутономни регион у Муслиманском Минданау (филипински: Nagsasariling Rehiyon ng Muslim sa Mindanaw), скраћено АРММ, је аутономни регион на Филипинима. Административни центар региона је град Котабато, али се овај град налази изван територије Муслиманског Минданаа. Овај регион је формиран 1989. године, а према споразумима из 2012. и 2014. године, уместо Муслиманског Минданаа ће до 2016. године бити формиран нови аутономни регион под називом Бангсаморо.
Муслимански Минданао у свом саставу има пет филипинских провинција у којима највећи део становништва чине муслимани (за разлику од већине становника Филипина који су хришћани — католици). Ово је једини регион на Филипинима који има сопствену владу.